# Ciega, sordomuda
Singles de Shakira
Se quiere, se mata
(1997) Tú
(1998)
Ciega, sordomuda est le premier single de l'album, plusieurs fois disque de platine, ¿Dónde están los ladrones?, de l'artiste colombienne Shakira.

## Clip vidéo
Le clip vidéo commençant, on voit une dame avec une drôle de perruque se faire arrêter par des policiers (qui arrêtent plusieurs autres personnes dont Shakira elle-même). Plus tard, Shakira rencontre un homme déguisé en policier qui l'aide à s'évader (l'homme étant en fait son petit ami dans le clip).
Ils prennent ensuite une voiture que Shakira conduit avec un bandeau sur les yeux (en rapport avec le titre de la chanson Aveugle sourde-muette). Plus tard elle se cache dans un magasin de perruques pour échapper aux policiers qui placardent des avis de recherche à son effigie. À la fin la police attaque le dance-club où se cachent les fugueurs mais Shakira et son ami parviennent à fuir, la police découvre alors une vidéo sur Shakira dont quelques scènes proviennent du clip de No Creo (sorti en 2000).

## Charts
| Chart (1998)                          | Peak position |
| ------------------------------------- | ------------- |
| Argentina Top 40                      | 1             |
| México Top 100                        | 1             |
| Spain 'Los40' Chart                   | 1             |
| U.S. Billboard Hot Latin Tracks       | 1             |
| U.S. Billboard Latin Pop Airplay      | 1             |
| U.S. Billboard Tropical/Salsa Airplay | 2             |
| Chart (1999)                          | Peak position |
| Japanese Tokyo Hot 100                | 72            |